# Liebfrauenring 17 (Worms)

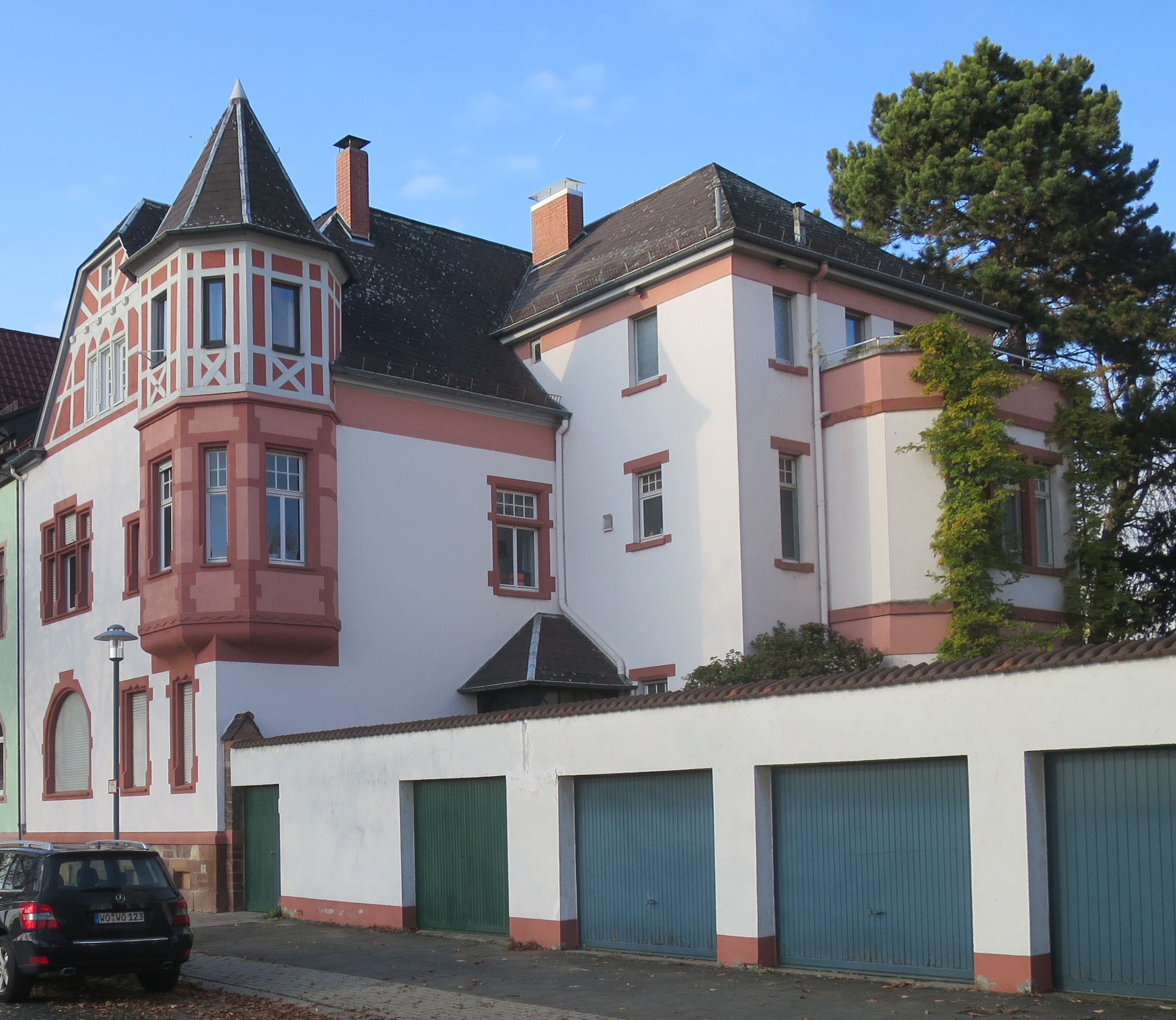
Kulturdenkmal Liebfrauenring 17

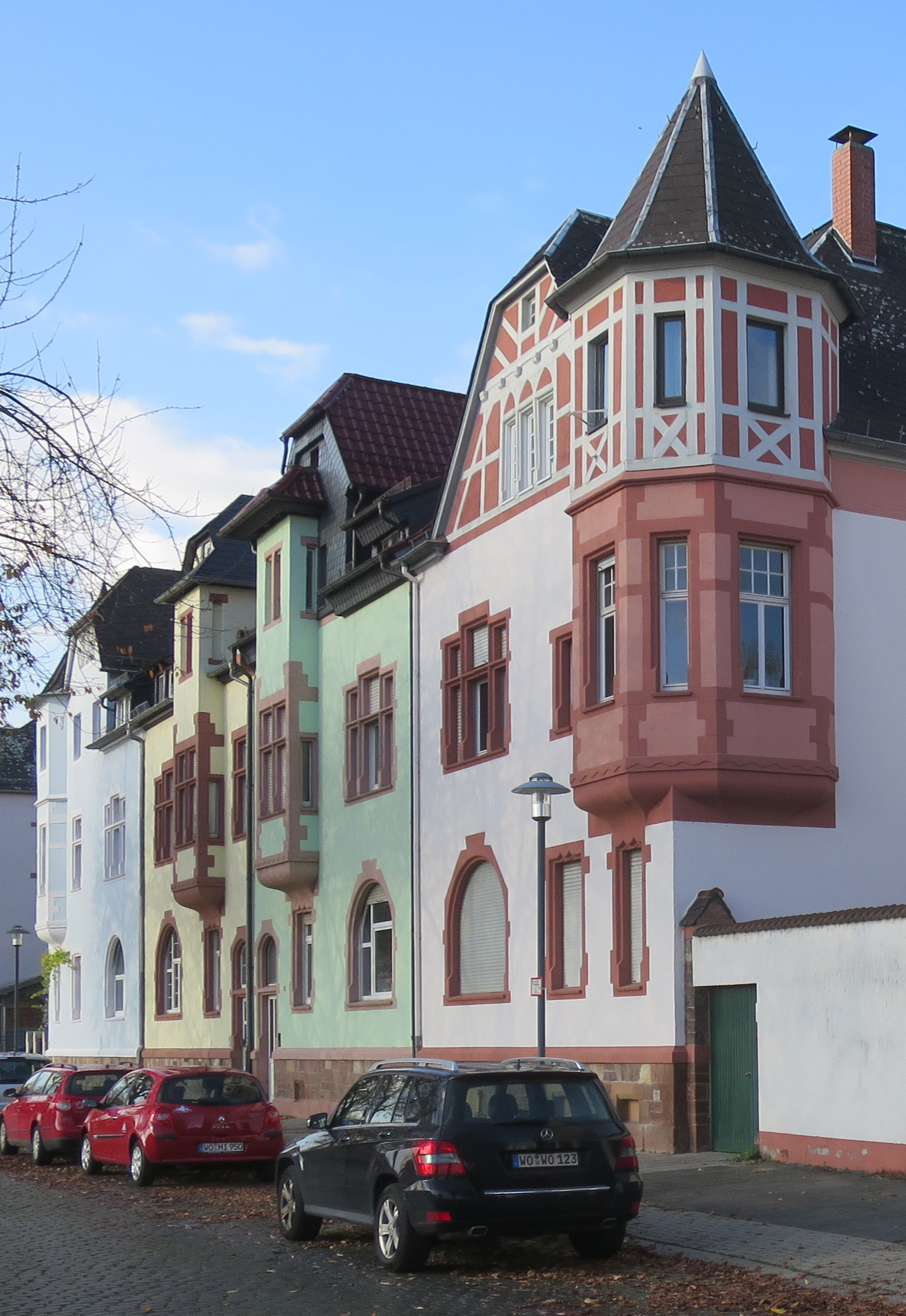
Denkmalzone Liebfrauenring 11–17

Liebfrauenring 17 ist ein bürgerliches Wohnhaus und ein Kulturdenkmal in Worms.

## Geografische Lage
Das Wohnhaus bildet den östlichen Abschluss einer in sich symmetrisch angelegten Reihenhausbebauung über vier Parzellen entlang der Straße Liebfrauenring. Das historische Erscheinungsbild der Häuserzeile ist heute durch die individuelle Gestaltung der einzelnen Gebäude stark gestört.

## Baugeschichte
Das Gebäude Liebfrauenring 17 wurde zusammen mit der übrigen Gebäudezeile von dem Architekten Jakob Staab als Reihenendhaus für den Bauunternehmer Georg Zucker gebaut. Die Zeile entstand 1903. Die Nr. 17 erwarb der junge Farbenfabrikant Fritz Mayer 1908. Für seine sich vergrößernde Familie war in dem kleinen Haus mit einer Straßenfront von nur 8,50 m schnell zu wenig Platz. Im Erdgeschoss gab es nur zwei Zimmer, die Küche und ein winziges Bad, im ersten Stock drei Zimmer und im Dachgeschoss noch zwei Kammern. Für die Erweiterung engagierte Fritz Mayer erneut Jakob Staab. 1914 wurden die Rückwand und ein Abschnitt der rückwärtigen Seite des Gebäudes abgetragen und dort ein dreigeschossiger, 15 m breiter und 4,50 m tiefer Gebäuderiegel errichtet. Mittelpunkt des Gebäudes war nun eine großzügige Halle mit dreiläufiger Treppe.
Im Zweiten Weltkrieg erlitt das Haus nur geringe Schäden, wurde aber in der Folgezeit im Innern massiv umgestaltet, um mehrere kleine Wohnungen einzubauen. Nach einem Eigentümerwechsel in den 1970er Jahren wurden die entstellenden Einbauten überwiegend wieder entfernt.

## Denkmalschutz
Nachdem das Gebäude aufgrund des Rheinland-Pfälzischen Denkmalschutzgesetzes zunächst als Teil einer Denkmalzone unter Schutz stand, die aus den ungeraden Hausnummern Liebfrauenring 3–21 besteht, wurde es nachträglich als Einzeldenkmal ausgewiesen.

## Gebäude
Das Äußere wird geprägt von einem Eckerker, der im ersten Stock beginnt und sich nach oben zu einem Türmchen ausbildet. Über dem zweiten Stock dominiert optisch ein Fachwerkgiebel. Im Innern des Hauses ist ein Teil der wandfesten Ausstattung aus der Erbauungszeit erhalten.